# Crucifix
I Crucifix erano un gruppo hardcore punk degli anni ottanta, di Berkeley in California. Erano tra i gruppi più popolari nella prolifica scena hardcore di San Francisco dei primi anni '80.

## Storia del gruppo
I Crucifix sono nati nel 1980 ed erano capitanati dal cantante di origine cambogiana Sothira Pheng, la cui famiglia aveva lasciato il paese dopo la presa del potere da parte dei brutali Khmer rossi. Il primo EP del gruppo, Crucifix, è stato pubblicato nel 1981, su Universal Records, e fu seguito dal singolo 1984, nel 1982, su Freak Records. Il secondo album del gruppo fu Dehumanization, su Corpus Christi Records (un ramo della Crass Records), ed è considerato il miglior lavoro del gruppo. Il gruppo si sciolse dopo un lungo tour in USA/Canada/Europa, il 13 luglio 1984. Una compilation postuma di singoli e tracce live, intitolato Exhibit A fu distribuito su Kustomized Records nel 1997.
Matt Borruso e Christopher Douglas si riunirono poi nei Loudspeaker, un gruppo noise rock. Il gruppo comprendeva anche il chitarrista Kurt Wolf (dei Pussy Galore) e il bassista Jens Jürgensen (degli Swans). I Loudspeaker hanno prodotto numerosi album tra il 1990 e il 1996.
Sothira Pheng e Jimmy Crucifix adesso suonano nei Proudflesh, una Hard Punk Rock 'n' Roll band con il batterista Erik Lannon (Mordred/The Bay City Rollers). I Proudflesh hanno pubblicato il loro primo album a marzo 2006 su Wired Gnome Records.

## Formazione
- Sothira Pheng - voce
- Jimmy Crucifix - chitarra
- Matt Borruso - basso
- Christopher Douglas - batteria

## Discografia
Album in studio
- 1983 - Dehumanization
- 1997 - Exhibit A

EP
- 1981 - Crucifix

Singoli
- 1982 - 1984